# Honne i tatemae
Honne i tatemae són paraules de l'idioma japonès que descriuen fenòmens socials reconeguts.

## Definició
Honne (本音) fa referència als veritables sentiments i desitjos d'una persona. Aquests poden ser diferents del que s'esperava o requereixi socialment, d'acord amb les circumstàncies o la posició de la persona i sovint es mantenen ocults o es revelen només a cercle més proper d'amics.
Tatemae (建前), literalment "façana," és la conducta i les opinions que hom mostra en públic. Tatemae és allò que és esperat i necessari, d'acord amb les circumstàncies o la posició de la persona. El tatemae pot coincidir o no amb l'honne d'una persona.
La línia divisòria entre honne i tatemae és considerada de summa importància en la cultura japonesa. Alguns especialistes en cultura japonesa (nihonjinron) han afirmat que el sol fet que l'idioma japonès tingui paraules específiques per a aquests conceptes és evidència de la gran complexitat i rigidesa del protocol i la cultura japoneses.

## Causes
A la cultura japonesa, el fracàs públic i la desaprovació dels altres es veuen com a fonts particulars de vergonya i de reducció de la posició social, per la qual cosa és habitual evitar la confrontació directa o el desacord en la majoria de contextos socials. Tradicionalment, les normes socials dicten que cal intentar minimitzar la discòrdia; no fer-ho pot ser vist com a insultant o agressiu. Per aquesta raó, els japonesos tendeixen a fer tot el possible per evitar el conflicte, especialment en el context de grans grups. [Cita necessària] En defensar aquesta norma social, un està socialment protegit d'aquestes transgressions per part dels altres.
El conflicte entre honne i giri (obligacions socials) és un dels principals temes del drama japonès a través dels temps. Estereotipadament, el protagonista hauria d'escollir entre portar a terme les seves obligacions familiars o seguir un amor prohibit. Al final, la mort seria l'única manera de resoldre el dilema.

## Efectes
Fenòmens contemporanis com el hikikomori (aïllament social) o el "solter paràsit" són vistos com a exemples del creixent problema de les noves generacions japoneses que creixen incapaços de bregar amb les complexitats de honne/tatemae i les pressions de la societat nipona.
Alguns investigadors suggereixen que la necessitat de paraules explícites per a tatemae i honne a la cultura japonesa és una evidència que el concepte és relativament nou al Japó, mentre que la comprensió no parlada en moltes altres cultures indica una interiorització més profunda dels conceptes. En qualsevol cas, totes les cultures tenen convencions que ajuden a determinar la comunicació i el comportament adequats en diversos contextos socials que s'entenen implícitament sense un nom explícit per a les costums socials en què es basen les convencions.
Una discòrdia similar entre el veritable sentiment japonès i la pretensió davant del públic s'observa en yase-gaman, una frase el significat de la qual es tradueix literalment com "morir-se de fam a l'esquelet", referint-se a estar content o fingir-ho. Avui en dia, la frase s'utilitza per dos significats diferents, expressant la virtut samurai de l'autodisciplina, l'heroisme moral silenciós, o ridiculitzar la tossuderia, la salvació de la cara.